# Vigilitet
Vigilitet är ett begrepp inom psykiatri som avser förmåga att länge följa ett visst skeende men samtidigt kunna koppla över till andra stimuli, det vill säga krav på vaksamhet. Besläktad därmed är termen vigilans som betecknar graden av uthållighet.